# A clear and a present danger
A clear and a present danger es el primer episodio del volumen 4, Fugitivos, de la serie de televisión Héroes y el décimo cuarto episodio de toda la tercera temporada.

## Argumento
- El episodio comienza dos o tres semanas después de los incendios que hicieron desaparecer Primatech y Pinehearts. Tracy Strauss, está en su hogar viendo televisión y conversando por teléfono, cuando un grupo de invasores entran a su casa. Ella intenta defenderse pero las personas están preparadas y es capturada. Minutos después Danko llama a Nathan Petrelli asegurando que tienen al primero.

- Claire está sumergida en la búsqueda de universidades. En una conversación con su abuela Angela le expresa que tiene un mal presentimiento sobre Sylar, lo que esta responde diciéndole  que lo olvide, asegurando que Sylar está muerto. Más tarde, Claire escucha una conversación de Ángela y Nathan, quienes planean capturar a Matt y a Peter. La joven es descubierta por Ángela mientras espiaba la conversación y huye de la casa.

- Peter, por otra parte, está intentando ayudar inútilmente a una víctima de un choque cuando recibe la llamada de Claire, quien le explica que Ángela y Nathan son los malvados y que hará todo lo posible por detenerlos. Peter le implora que le deje a Ángela para él y Claire accede. Peter se sube a un taxi, y para su sorpresa se encuentra con Mohinder completamente recuperado de sus mutaciones. Juntos empiezan a  recordar su primer encuentro (similar a este) y cuando Peter se baja, Danko se sube al taxi, apunta a Mohinder y le da instrucciones precisas de estacionarse en un determinado lugar; aunque cuando estaba justo a punto de ser capturado, arranca la puerta de su taxi, la usa como escudo y huye. Durante su escape se topa con Noah, quien le ofrece escapar con el, pero son alcanzados por el equipo de Danko, y Noah al ver a Mohinder le pide disculpas y lo noquea.

- En la mansión Petrelli Peter se topa con Nathan quien le confiesa las intenciones que tiene con la gente especial, pero Peter, no mostrándose interesado, se marcha.

- Mientras tanto Matt y Daphne recientemente han iniciado una relación, pero el uso excesivo del poder de Daphne hace que Matt se moleste un poco e intente convencerla de no usarlo. Matt tiene un visión de Usutu y platica con el, Usutu le explica que ahora le toca a él pintar el futuro y que el mundo necesita a un profeta. Matt se muestra muy escéptico y diciendo que el ni siquiera sabe dibujar, los ojos se le ponen blancos y empieza a dibujar numerosos dibujos.

- Hiro Nakamura, a pesar de no poseer poderes, no ha perdido la esperanza de todavía poder ayudar y para ello intenta convertir a Ando en un super héroe, pero Ando ve esto como algo irritante y se marcha. Horas después Hiro intenta redimirse pidiéndole disculpas a Ando, pero Hiro se molesta aún más cuando descubre que Ando se encuentra en un club de estriptis, tienen una discusión y Hiro es capturado por el equipo de Danko.

- Sylar, completamente recuperado, visita una relojería confundiendo a un hombre con su padre, el que le dice  que fue adoptado después de que un hombre se lo vendiera y le da una dirección de Samson Gray -su padre biológico. Sylar, algo enojado, intenta utilizar sus poderes para hacer hablar al hombre pero decide irse. Una vez en el hogar de Samson Sylar es atacado por hombres quienes intentan capturarlo, aunque se libera de ellos y comienza a torturar un hombre que parece ser que sabe sobre Samson.

- Claire llega con Matt para intentar salvarlo pero, de manera inesperada, son capturados instantáneamente, Peter llega con Nathan, esta vez advirtiéndole de que peleara con el si es necesario, con tal de detener sus planes. Noah aparece detrás de Peter y es capturado. En algún lugar los héroes son transportados en el interior de un avión, a excepción de Claire, la que tiene un período libre y es mandada en contra de su voluntad a su hogar, aunque logra escapar de su transporte y entra al avión antes del despegue. Dentro del avión le quita las máscaras y las drogas a las personas que conoce y Peter utiliza su habilidad para copiar la de Mohinder y liberarse, mientras Claire llega ala cabina solo para encontrar a Noah de copiloto. Peter comienza a luchar con los guardias y en consecuencia al absorber el poder de Tracy causando que el avión colapse.[1]